# Cimitirul calvin din București
Cimitirul calvin din București (cunoscut și ca Cimitirul 4 aprilie) este situat în cartierul Giulești. Întins pe o suprafață de 15 pogoane, a fost înființat prin repartizarea în mai 1851 a unei bucăți din Moșia Giulești către „Cinstita Epitropie a Religiei Calvinilor" de către „Logofeția trabilor bisericești și instrucției publice din Principatul Țării Românești", pentru a scoate cimitirele dincolo de limitele de la acea vreme ale Bucureștiului.  Sfințirea cimitirului s-a făcut după aproape 2 ani, pe 4/16 ianuarie 1853.
Capela cimitirului a fost construită în 1909, fiind ctitorită de preotul Márton Árpád, curatorul-șef Köpe F. István, curatorul Incze Béla, casierul Szőcs Bálint și cenzorul Antal Sz. Szilárd. În interiorul cimitirului se mai află Monumentul victimelor din Primul Război Mondial, ridicat chiar în timpul războiului (1915) și Monumentul Soldaților Maghiari căzuți în timpul celor două Războaie Mondiale pe teritoriul României, inaugurat în 2009.
În urma bombardamentului american asupra Bucureștiului din 4 aprilie 1944, victimele din zona Grivița au fost îngropate în mare parte într-un colț al cimitirului, de unde și numele de Cimitirul 4 aprilie.